# Sân bay Lusambo
Sân bay Lusambo (IATA: LBO, ICAO: FZVI) là một sân bay ở Lusambo, Cộng hòa Dân chủ Congo.